# Pseudantechinus ningbing
Pseudantechinus ningbing är en pungdjursart som beskrevs av Darrell J. Kitchener 1988. Pseudantechinus ningbing ingår i släktet Pseudantechinus och familjen rovpungdjur. IUCN kategoriserar arten globalt som livskraftig. Inga underarter finns listade. Artepitet i det vetenskapliga namnet syftar på stationen Ningbing som var artens fyndplats.
Pungdjuret förekommer i norra Australien. Arten vistas i klippiga regioner med lite växtlighet. Födan utgörs främst av insekter.